# College Football Hall of Fame

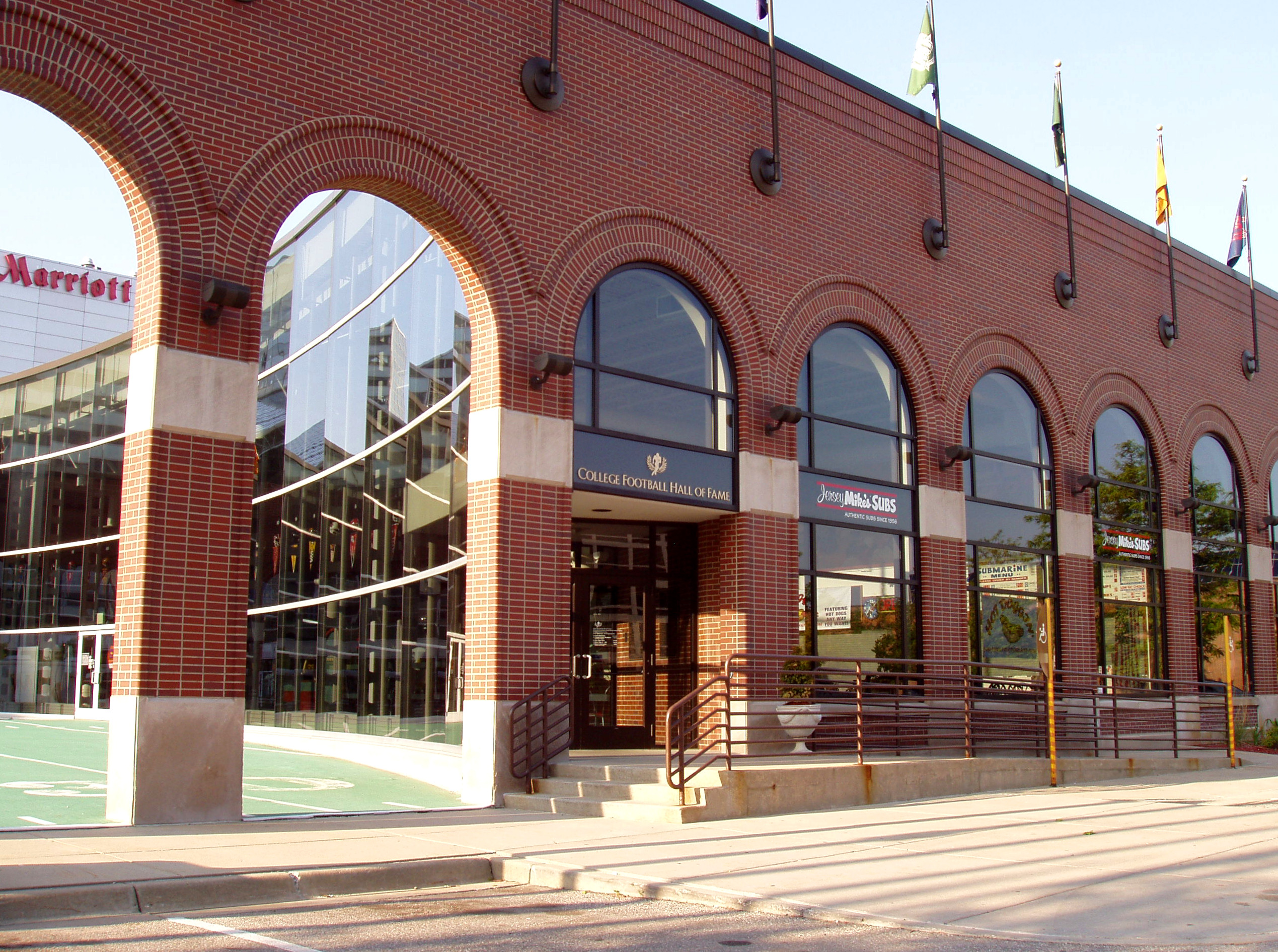
College Football Hall of Fame

College Football Hall of Fame – galeria sławy futbolu akademickiego, znajdująca się w Atlancie (w stanie Georgia). Powołana w 1947, ma za zadanie uhonorowanie najwybitniejszych graczy i trenerów związanych z futbolem akademickim.
Łącznie z nominowanymi w 2008 College Football Hall of Fame uhonorowała 1007 osób. Kandydaci wybierani są przez komisję złożoną z członków National Football Foundation. Warunkiem jest między innymi, żeby zawodnik zakończył studia co najmniej 10 lat przed nominacją, natomiast trener trenował drużyny przez co najmniej 10 lat. Pod uwagę brane są wyłącznie osiągnięcia w futbolu akademickim, niezależnie od osiągnięć w profesjonalnej lidze, na przykład w National Football League.
Najwięcej uhonorowanych zawodników grało dla drużyny Notre Dame Fighting Irish (48).